# Sitio de Zaragoza (1808)

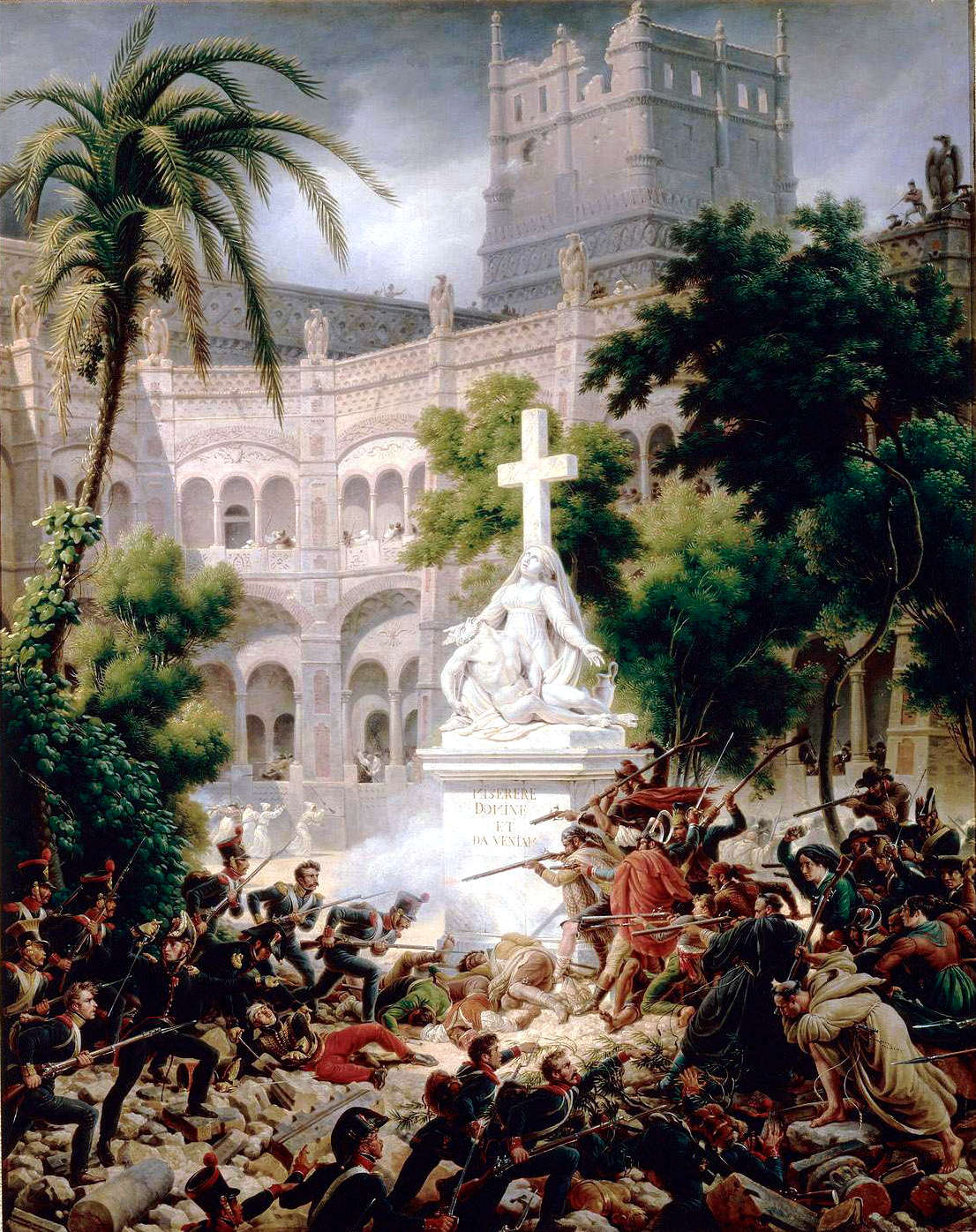
Asalto al Convento de Santa Engracia, 1809, pintado por Louis-François Lejeune.

Los sitios de Zaragoza fueron dos asedios sufridos por la ciudad aragonesa de Zaragoza durante la guerra de la Independencia Española, que enfrentó a los ejércitos de ocupación del Primer Imperio francés de Napoleón Bonaparte y a fuerzas españolas leales a la dinastía Borbón.
La plaza era clave para garantizar las comunicaciones del noreste y el abastecimiento de las tropas en Cataluña, así como para controlar Aragón. Por ello, tras la sublevación de la ciudad a consecuencia de los sucesos del Dos de mayo de 1808, se envió a un ejército a restablecer el control de la ciudad. Aunque las tropas francesas eran superiores en número y armamento, la ciudad resistió.
Sin embargo, a finales de año, los franceses regresaron en mayor número, reanudándose el sitio. A pesar de la feroz resistencia de la ciudad, inmortalizada por varios cronistas, la ciudad, diezmada por la guerra y las epidemias derivadas del sitio, capituló finalmente el 21 de febrero de 1809.
Los sitios de Zaragoza fueron uno de los acontecimientos más representativos de la guerra de Independencia española, legando un gran número de héroes y leyendas a la tradición popular, y siendo fuente de inspiración para varios escritores.

## Antecedentes y sublevación de la ciudad

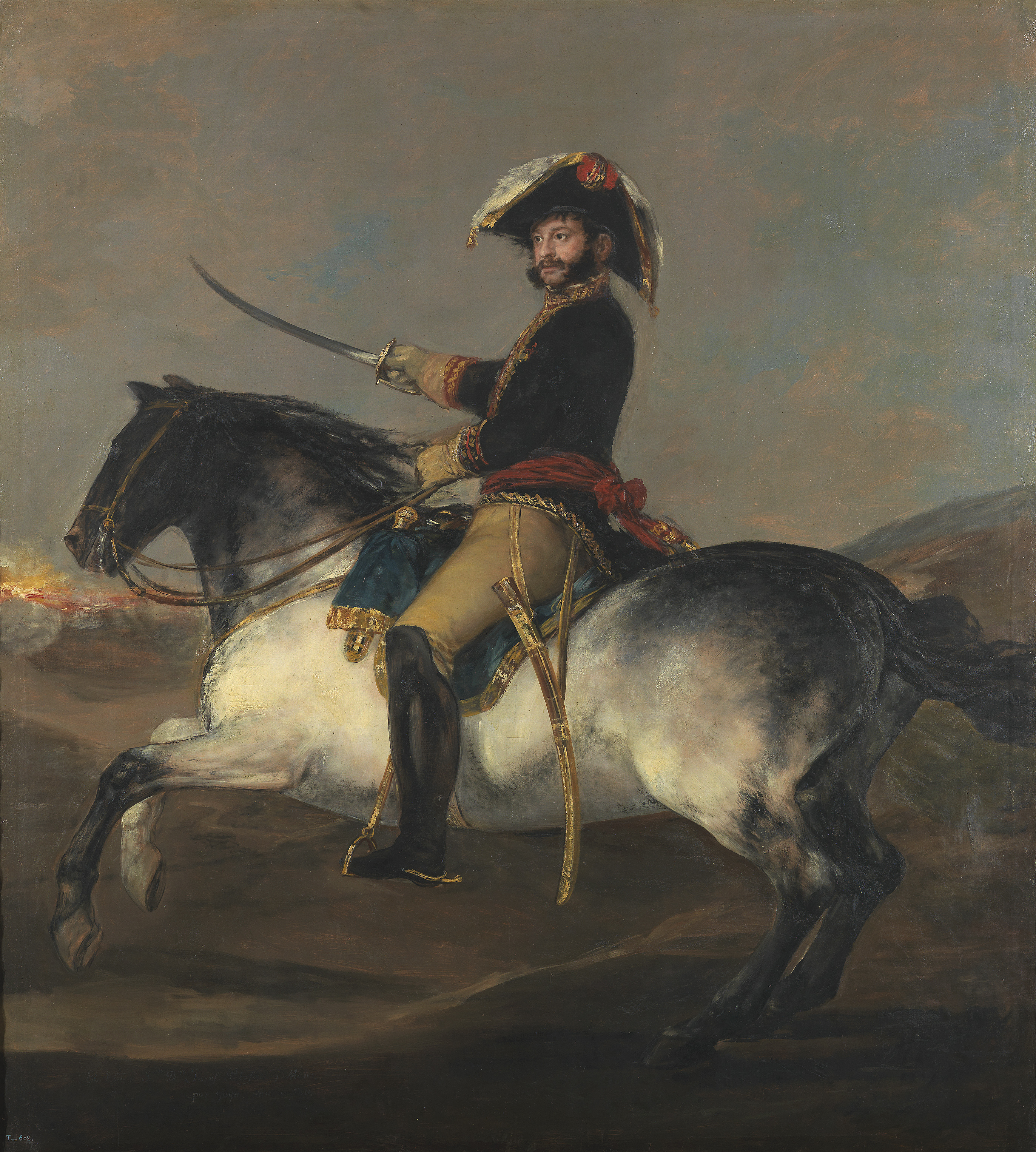
El general José de Palafox, a caballo, pintado por Francisco de Goya.

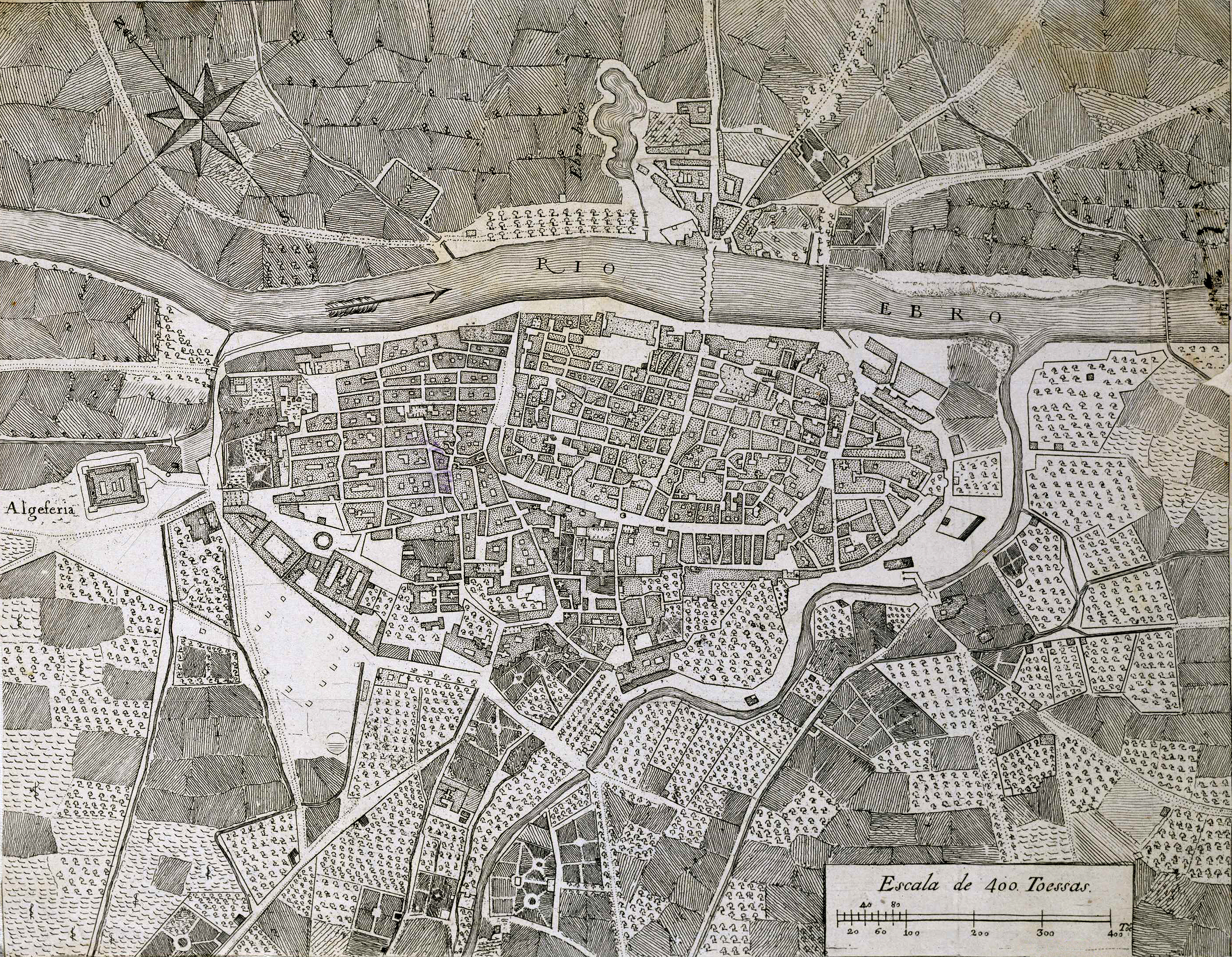
Zaragoza en el, antes de los sitios.

La Revolución francesa de 1789 marcó el comienzo de una larga serie de guerras en Europa en las que España no dejó de intervenir. Primando inicialmente los vínculos dinásticos entre los reyes de España y los depuestos reyes franceses, España participó en la Coaliciones antirrevolucionarias, que se estrellaron militarmente contra el genio bélico de Napoleón Bonaparte. El primer ministro, Manuel Godoy, inició entonces una política de alianza con Francia, una vez convencido de la inutilidad de oponerse a la nueva potencia continental. Tras la derrota que la Armada de Napoleón sufrió en la batalla de Trafalgar en 1805, el emperador francés decretó el Bloqueo Continental, por lo que ningún país de Europa podía comerciar con el Reino Unido. No obstante, Portugal transgredió la ley impuesta por Napoleón al firmar el Tratado de Tilsit en julio de 1807. En París, la reacción del gobierno napoleónico no se hizo esperar. Las fuerzas francesas intentaron capturar a la flota real del rey Juan VI, quien huyó a la colonia portuguesa de Brasil. La única alternativa que le quedaba a Bonaparte era entrar en territorio portugués vía España. Manuel Godoy, primer ministro del rey español Carlos IV, firmó un pacto con los franceses por el que se le permitiría al ejército napoleónico entrar en España para planear la invasión a Portugal. El 18 de octubre de 1807, las huestes de Napoleón llegaron a Barcelona y al poco tiempo ocuparon Valencia. Acantonadas las tropas francesas ya a lo largo de España, y dada la apatía y dejadez del gobierno español, Napoleón decidió reemplazar al rey Carlos IV y a su hijo y heredero Fernando, que mantenían un enfrentamiento por el trono, por su hermano José Bonaparte. Así, hace firmar a principios de mayo de 1808 tanto al rey Carlos IV como al príncipe Fernando (futuro Fernando VII) las conocidas como Abdicaciones de Bayona en las que renunciaban a sus derechos al trono de España en favor de Napoleón, que a su vez renunció en favor de su hermano en junio.
A pesar del llamamiento del gobierno cesante a cooperar con las nuevas autoridades, el descontento popular por la ocupación militar motivó el levantamiento del 2 de mayo de 1808 en la capital. En Zaragoza fue ganando ascendiente el partido del príncipe de Asturias, mientras que labradores como Jorge Ibor o Mariano Cerezo iban agrupando descontentos entre la clase popular. Aunque los principales dirigentes locales se mostraban contemporizadores en espera de movimientos por parte del ejército en Barcelona, el ayuntamiento se negó a enviar representantes a las Cortes de Bayona.
En medio de la creciente represión por parte francesa, diversas juntas regionales se declararon en rebeldía en todo el país. El brigadier José de Palafox y Melci, partidario del Príncipe de Asturias y cabeza de la rebelión en Aragón, fue nombrado líder de la sublevación ante la indecisión del Conde de Sástago y del exministro Antonio Cornel. Palafox se encontraba oculto y prófugo de la justicia francesa en una finca familiar del término de La Alfranca, en Pastriz. Un grupo de paisanos, enviados por el líder popular Jorge Ibor Casamayor "Tío Jorge", acudió en su busca y lo trasladó a Zaragoza.
En Zaragoza el pueblo asaltó el palacio de Capitanía el 24 de mayo al enterarse de que la familia real había sido exiliada del país. Carlos González, practicante de medicina, es acreditado como el primero en haberse puesto los colores nacionales en una sublevación que alcanzó a la propia guardia. Los insurrectos encerraron en la Aljafería al Capitán General de Aragón Jorge Juan Guillelmi por su oposición a armar a los civiles. La intervención de la familia Torres y la cesión final sin más resistencia de las llaves de la fortaleza evitaron represalias contra el gobernador. A pesar de ser veterano de tres campañas y herido años atrás en la Guerra del Rosellón frente a los revolucionarios franceses de la Convención, fue tildado de afrancesado por permanecer afecto a las órdenes del Infante Antonio Pascual de Borbón y oponerse a la insurrección. Regidores municipales y jueces trataron de conservar el orden, y evitaron en lo posible un pogromo contra los franceses. Al día siguiente, los sublevados tenían el apoyo de los artilleros de la fortaleza y el control de los fondos y municiones del ejército. Ese 25 de mayo Palafox recibió oficialmente el mando de los sublevados manteniendo a sus órdenes al segundo de Guillelmi, Carlos Mori y el 26 era reconocido por el Ayuntamiento y Real Acuerdo.

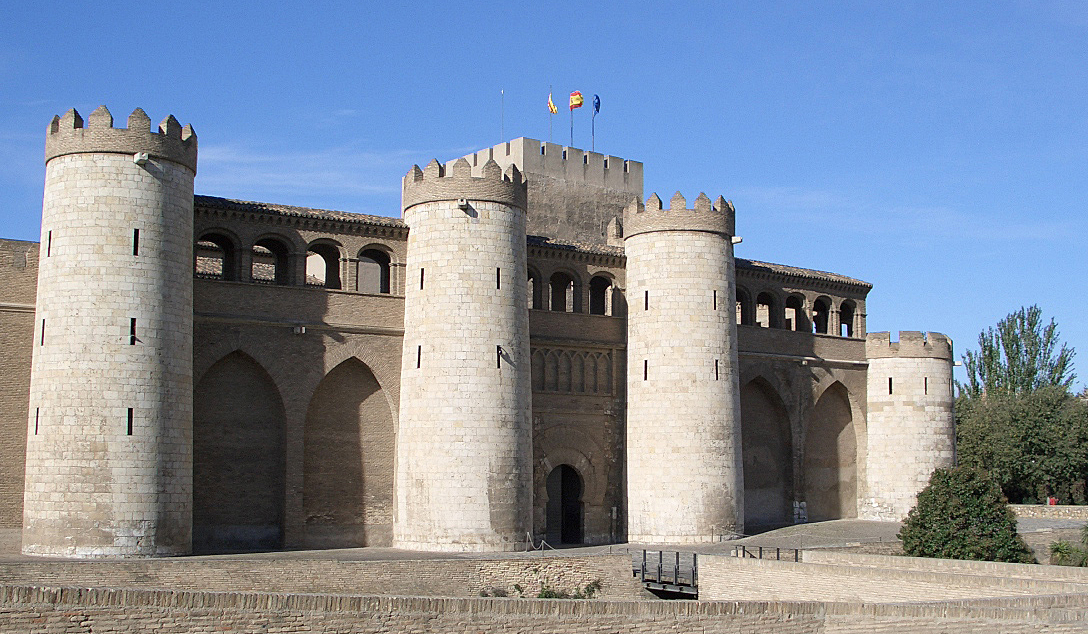
El Castillo y Palacio de la Aljafería, sede de la guarnición de la ciudad.

Se formó una junta militar, que se centró en recabar apoyos en la provincia de Zaragoza, y otra para reunir tercios. Palafox repartió las armas del arsenal de la Aljafería y formó Tercios de voluntarios para completar la exigua guarnición de la plaza, iniciándose la fortificación de la ciudad por el coronel de ingenieros Antonio Sangenís Torres. Antes de recibir ninguna orden en este sentido y en vista de la pasividad de las autoridades, Sangenís recorrió por su cuenta la ciudad trazando planes de fortificación. Llegó a ser detenido por "espía" y liberado por orden de Palafox cuando este conoció sus propósitos, siendo nombrado responsable de la mejora de las defensas de la ciudad. Esta anécdota muestra la improvisación con que se actuaba en la ciudad. Las fuerzas al mando de Palafox llegaron a los 5000 soldados, aunque sin experiencia ni entrenamiento y unos 80 cañones de bajo calibre que se encontraban en los depósitos de la Aljafería.
El día 6 de junio un ejército al mando del general de brigada Charles Lefebvre-Desnouettes fue enviado desde Pamplona a tomar la ciudad, de gran valor estratégico tanto por su relativa cercanía a la frontera francesa y su categoría de capital de la región de Aragón, como por su posición clave como nudo de comunicaciones donde se cortaban el eje que unía la capital, Madrid, con Barcelona y el eje que enlaza el Cantábrico con la costa valenciana. Asimismo, la línea logística del ejército francés comenzaba en Navarra y embarcaba los víveres en el canal Imperial de Aragón, siendo Zaragoza un punto clave para garantizar el aprovisionamiento de las fuerzas francesas de Tortosa y Tarragona. Las tropas de Lefèvbre se componían de unos 5000 soldados de infantería, 3 escuadrones de caballería y 6 piezas de artillería. La composición de las tropas, poca artillería y mucha caballería, muestra claramente que su misión era la de luchar contra la posible resistencia española en campo abierto, sin esperar la menor resistencia de Zaragoza.

## Primer sitio

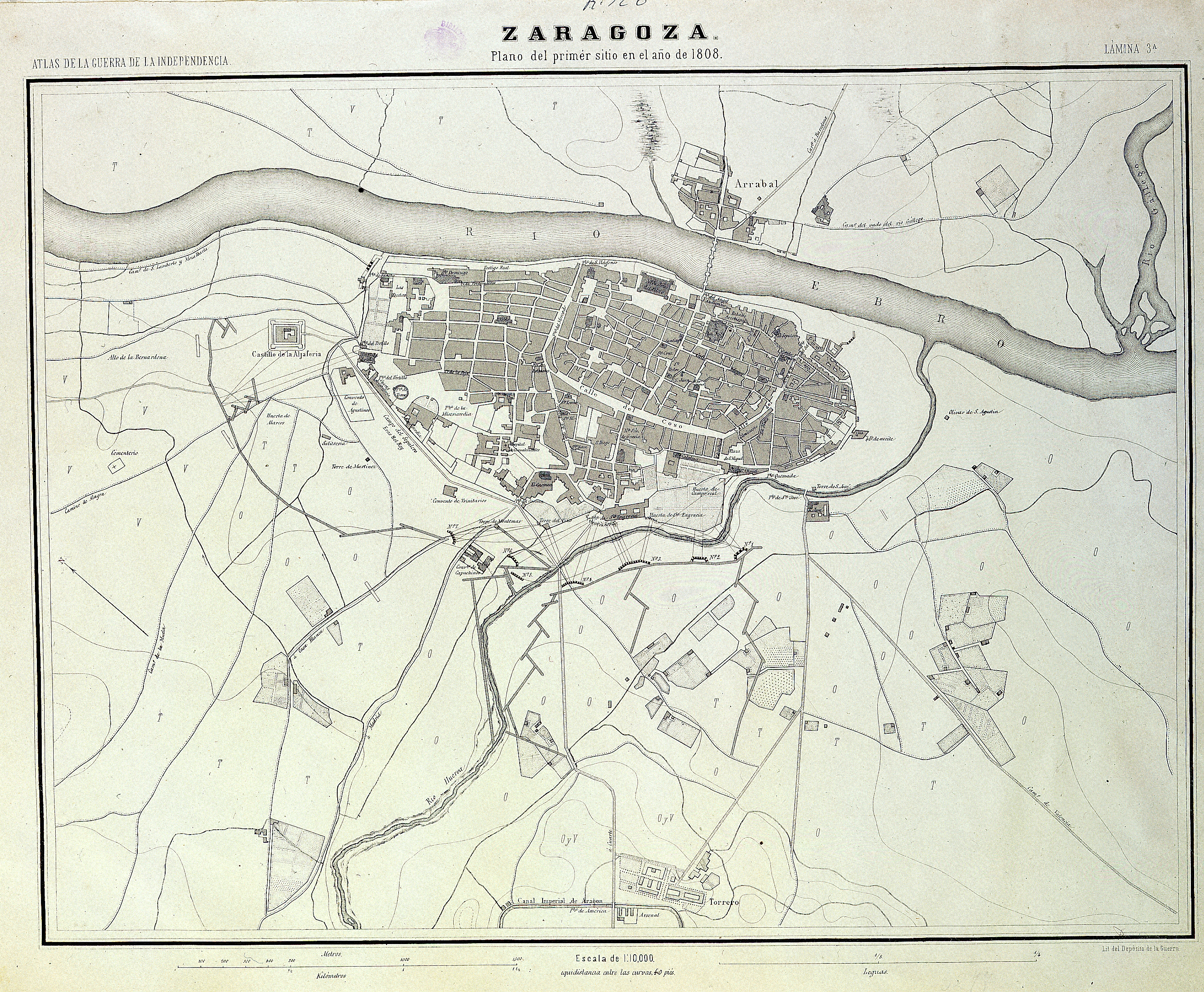
Plano de 1868 del primer sitio de 1808.

El 15 de junio de 1808, tras haber vencido con facilidad, en días anteriores, a la avanzada española liderada por el hermano de Palafox, el marqués de Lazán, en Tudela y Mallén, y a las tropas de paisanos que, comandadas por el propio general Palafox, acudieron precipitadamente desde Zaragoza, en Alagón el día 12 de junio, Lefebvre se aproximó a la ciudad con las tropas ya reseñadas. La infantería era en su mayoría bisoña, no así la caballería, tres escuadrones de los muy experimentados lanceros polacos del Regimiento del Vístula. Enfrente, la ciudad de Zaragoza, plaza abierta y pobremente fortificada, tenía apenas unos cientos de soldados profesionales y más de 10 000 voluntarios.
La mañana del 15 de junio los zaragozanos tuvieron noticia de este acercamiento y Palafox y su plana mayor abandonaron la ciudad, en una acción muy discutida posteriormente, quedando Vicente Bustamante, Teniente del Rey, como mando superior. Poco después de mediodía los franceses se presentaron ante las puertas de la ciudad, que encontraron cerradas. Lefèvbre, sin dar descanso a sus hombres y juzgando una victoria rápida, lanzó el ataque. Las descargas de artillería francesa abrieron diversas brechas en las tapias entre las puertas del Carmen y del Portillo y por ellas se arrojó la infantería francesa. Un intenso fuego les recibió desde la ciudad, tanto de artillería como de fusilería. Por todas partes aparecían cientos de paisanos armados, para sorpresa de Lefèvbre que no esperaba esta resistencia. Después de una larga tarde de lucha en las puertas de la ciudad (el Portillo, la Puerta del Carmen y la de Santa Engracia), los defensores rechazaron el primer asalto francés. En la defensa destacó al frente de la artillería, en la denominada batalla de las Eras, Rafael de Irazábal y Guillelmi (sobrino del anterior Capitán General) como oficial superior del arma, tras salir de su encierro en la Aljafería. Los escasos atacantes que lograron entrar en la ciudad durante la batalla fueron aniquilados inmediatamente junto a las puertas. Solo un grupo de jinetes logró romper la línea y adentrarse profundamente en la ciudad, diezmados a lo largo de su recorrido por Zaragoza fueron finalmente atacados y vencidos por un grupo de mujeres zaragozanas armadas con piedras, cuchillos, etc. en la plaza del Portillo. El hecho sería inmortalizado por Fernando Brambila, pintor italiano que había sido invitado por Palafox para narrar la contienda. Los franceses tuvieron que retirarse precipitadamente sobre las 7 de la tarde, siendo incluso perseguidos por los zaragozanos en campo abierto. Los franceses perdieron casi 700 hombres entre muertos y heridos, varios cañones y banderas.
Tras este inesperado fracaso inicial, los franceses sometieron la ciudad a un intenso bombardeo, mientras procuraban cortar sus líneas de abastecimiento y organizar un asedio ordenado, a pesar de que el número de tropas de que disponían era claramente insuficiente para este fin. Los zaragozanos, por su parte, se ocuparon en diversas obras de fortificación: parapetos, aspilleras, barricadas etc. de las que no se habían ocupado antes; comandados por el ya citado Antonio Sangenís. Durante los días siguientes se produjeron diversos ataques puntuales franceses, siendo rechazados todos ellos.
El 23 de junio se libró en Épila otra escaramuza entre tropas francesas y las fuerzas que había ido reuniendo Palafox desde su salida de la ciudad. Los franceses lograron interrumpir las comunicaciones del enemigo entre Madrid y Zaragoza durante todo el primer sitio de Zaragoza y aislarlos de los molinos de pólvora de Villafeliche, que abastecían a los defensores.
El 25 de junio el general de división Jean Antoine Verdier, de mayor rango que Lefèbvre, llega con numerosos refuerzos y se hace cargo del asedio. En los días 26, 27 y 28, los bombardeos se hacen especialmente intensos. El polvorín donde se almacenaban las municiones de la ciudad, sito en el Seminario de San Carlos, estalló por culpa de un cigarro el día 27, causando graves daños en el barrio de la Magdalena y un caos que los franceses intentaron aprovechar para entrar en la ciudad. Tras una dura lucha, los defensores logran resistir en la ciudad, aunque los franceses ocuparon con éxito el barrio exterior de Torrero y algunos otros sitios extramuros. Desde sus nuevas posiciones amenazarán las posiciones españolas en la Aljafería durante los días siguientes, aunque sin lograr avances.
El 2 de julio Palafox regresa a Zaragoza con algunos refuerzos. La llegada se produce justo a tiempo, pues ese mismo día los franceses lanzan otro ataque general sobre la ciudad. Son atacadas las Puertas de Sancho y del Portillo, al oeste de la ciudad. En la última, una mujer llamada Agustina Zaragoza tiene que disparar una batería cuyos artilleros habían caído por una explosión. El disparo pone en fuga a la avanzada francesa y permite conservar la puerta. Se libran también combates en la Puerta del Carmen y en la de Santa Engracia, además del convento de San José, pues los conventos que bordean las tapias son puntos fuertes en la línea de defensa de la ciudad. A pesar de esta nueva ofensiva sobre los numéricamente inferiores defensores, los franceses fueron de nuevo rechazados.
Tras este último fracaso, los franceses comienzan a enfocar la toma de Zaragoza como un sitio a todos los efectos, a pesar de que era una ciudad apenas fortificada. Por ello, se trata de aislar la ciudad y de completar el cerco. Así, los franceses construyen el 11 de julio un puente sobre el Ebro para poder rodear la ciudad por el otro lado del río. El historiador aragonés Agustín Alcaide lo narra así:

Para el paso del Ebro observó el enemigo todas las reglas: escogió un ángulo entrante; colocó en sus costados a cubierto de la artillería y fusilería; recogió y arregló el maderamen en el edificio de San Lamberto; proporcionó barcos para pasar de avanzada; y en una noche construyó el puente con gruesas vigas de 6 varas de largo. En cada costado salía una de ellas de una vara más que las otras por ambos costados, y cada tres estaban sujetas entre sí, y hacia sus extremos, con tablas que aseguraban grandes clavos: por el medio, y en toda extensión del puente, corría un piso de tablas con el ancho suficiente para el paso de un cañón o carro.
Agustín Alcaide

Una vez atravesado el río, asaltaron y tomaron la mayor parte del Arrabal, barrio zaragozano separado del resto de la ciudad por el río. El 14 de julio, con la destrucción del puente sobre el río Gállego, se puso en apuros el camino a Barcelona, por el que llegaban los exiguos refuerzos de Lérida y Monzón. El 19 de julio se corta la acequia del Rabal, tratando de dejar sin agua las huertas de la ciudad. Sin embargo, el cerco no consiguió cerrarse, y a través del río continuaron llegando víveres y refuerzos, aunque no en grandes cantidades.

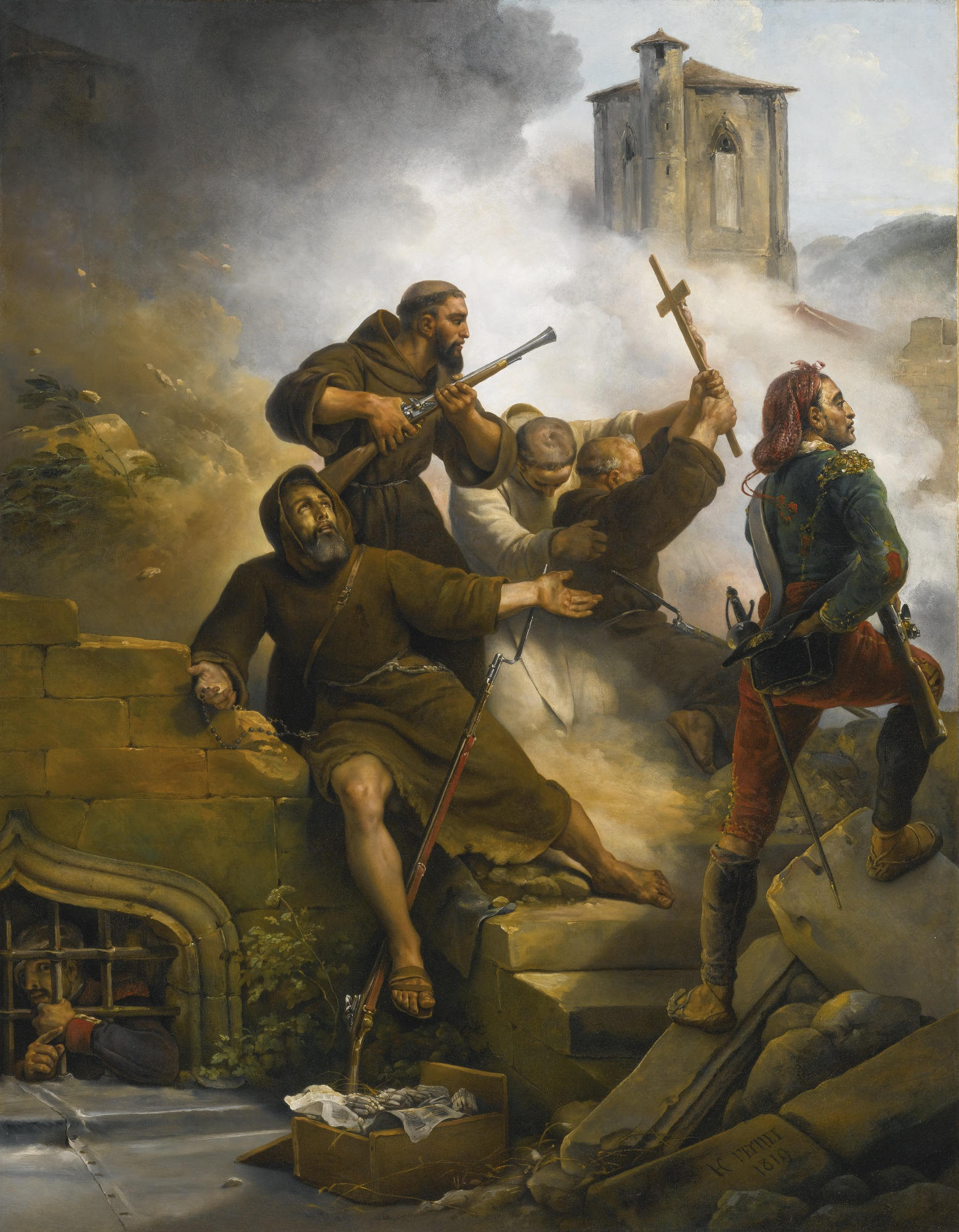
Monjes combatiendo durante el Sitio de Zaragoza de 1808. El personal del clero se unió a los defensores nacionales para combatir a los franceses.

Durante el resto del mes de julio, las tropas francesas se vieron enfrentadas a una lucha casa por casa y calle por calle para hacerse con el control de los barrios extramuros, mientras el sitio se iba haciendo más formal a medida que zapadores e ingenieros del ejército francés organizaban trincheras, minas subterráneas y desplegaban la artillería de asedio.
Con la llegada de refuerzos a comienzos de agosto, el ejército francés logró finalmente capturar las últimas posiciones extramuros de los defensores y endurecer el cerco. Por esas fechas, el fuego de la artillería francesa alcanzó el hospital donde se hospedaban los heridos, lo que supuso un duro golpe. Pero a pesar de todo, la ciudad aguantó la gran ofensiva lanzada el 4 de agosto, precedida de un intenso bombardeo de tres días que devastó parte del hoy casco histórico, gracias a que los defensores lograron reagruparse por la amenaza del teniente Luciano Tornos, que apuntó con un cañón a los que huían cruzando el Ebro por el Puente de Piedra. Los daños en la ciudad fueron cuantiosos, siendo saqueado además el tesoro general, pero el precio pagado por los atacantes fue alto: el mismísimo general Verdier tuvo que ser reemplazado nuevamente por Lefèbvre debido a las heridas sufridas.
El general Lefèbvre tomó entonces el mando. Sin embargo, una salida de Palafox, que consigue traer refuerzos y víveres a la ciudad, y las noticias de la derrota francesa en la batalla de Bailén con la consecuente inflexión de los acontecimientos bélicos, contuvo a Lefèbvre, que se limitó a proseguir el bombardeo y mantener sus posiciones. Con la iniciativa en manos españolas, éstos realizan el 8 de agosto un contraataque sobre el Arrabal que logra romper el cerco. En la noche del 13 al 14 de agosto, los franceses abandonaron la ciudad tras volar el puente que habían construido y el monasterio renacentista de Santa Engracia además de incendiar el convento de San Francisco.
En conjunto, el ejército imperial francés fue derrotado por una pequeña presencia militar española y por un numerosísimo conjunto de ciudadanos que se unieron a la defensa de su ciudad. Este sitio costó a los franceses entre 3000 y 4000 hombres. La cantidad de muertos, heridos o enfermos entre los oficiales superiores fue tal que algunos regimientos quedaron mandados por capitanes. Además, en su retirada abandonaron unas 50 piezas de artillería, que no pudieron llevarse consigo. En el campo contrario, los españoles experimentaron unas 2000 bajas y vieron devastada por el fuego enemigo amplias partes de la ciudad.

## Interludio

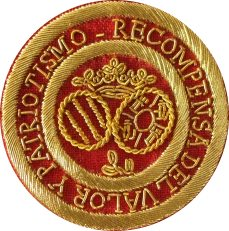
Escudo de distinción a los defensores de Zaragoza creado por el general Palafox.

Las fuerzas mandadas por el hermano de Palafox persiguieron al enemigo hasta Navarra, donde se incorporaron a las fuerzas de otras juntas regionales en su persecución del enemigo francés. Una vez que se hubieron marchado los franceses se empezó la reparación de las defensas dañadas por la contienda, al mando del coronel Sangenís. Se tomaron también medidas para garantizar la higiene y alejar el riesgo de epidemia que acompaña a los asedios, pero desafortunadamente no se pudo evitar un brote de tifus que se cobró, entre otras, la vida del cabecilla Jorge Ibor y Casamayor, el "Tío Jorge", que había sido un líder clave en la deposición de Guillelmi. Es de destacar la llegada del comisario británico Doyle, que en representación de su país envió 8000 fusiles para apoyar la causa española.
La derrota francesa en la batalla de Bailén y la sucesiva retirada del ejército imperial en casi toda la península forzó a Napoleón a cruzar los Pirineos para restablecer el control. El ejército español, inferior a las más experimentadas tropas francesas, fue rechazado sucesivamente en las batallas de Espinosa y Tudela. Mientras el emperador continuaba hacia Madrid, el Mariscal Jean Lannes recibió el mando de los ejércitos del frente del Ebro, siendo Zaragoza un objetivo inmediato para restablecer el control francés del noreste peninsular.
'

## Segundo sitio

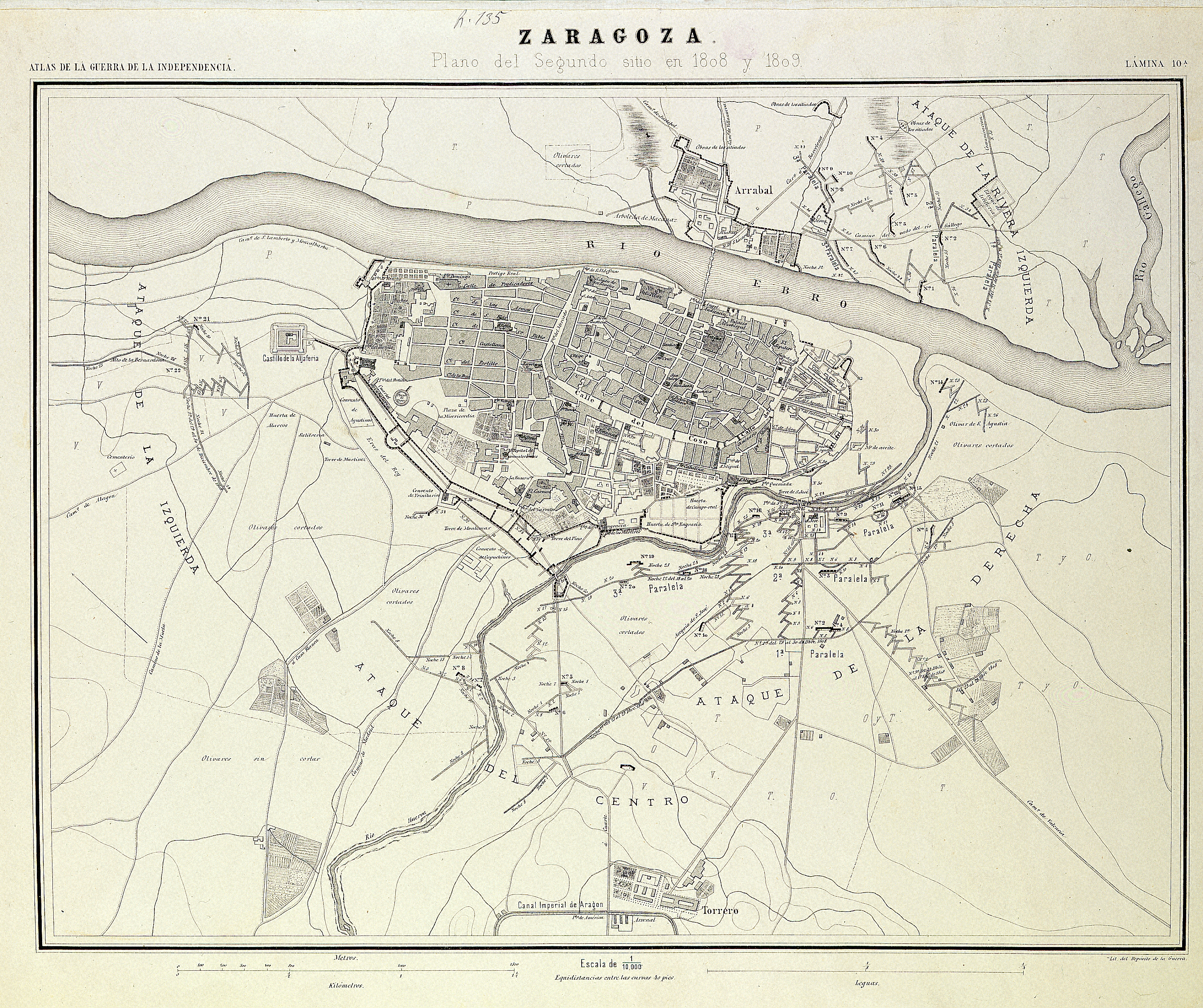
Plano de 1868 del segundo sitio de 1808-1809.

El segundo sitio comenzó el 21 de diciembre de 1808. El ejército francés, consciente de la importancia estratégica de Zaragoza y del impacto moral que tenía la resistencia de la ciudad ante el ejército francés, pues se había convertido ésta en un símbolo de la resistencia española, volvió con numerosas tropas mandadas esta vez por el mariscal Lannes, sumando más de 35 000 soldados de infantería y 2000 de caballería. La ciudad estaba ahora más preparada. Aunque no dio tiempo a acabar las fortificaciones, se pudo disponer de hasta 160 cañones gracias a los capturados en el sitio previo y se pudo reunir la cosecha antes del asedio. Los defensores incluían unos 30 000 soldados regulares, amén de miles de voluntarios de la ciudadanía cuya colaboración fue muy importante. A pesar de ser informado de la capitulación de Madrid frente al ejército imperial, Palafox se niega a negociar una rendición: «¡Después de muerto, hablaremos!», replica.

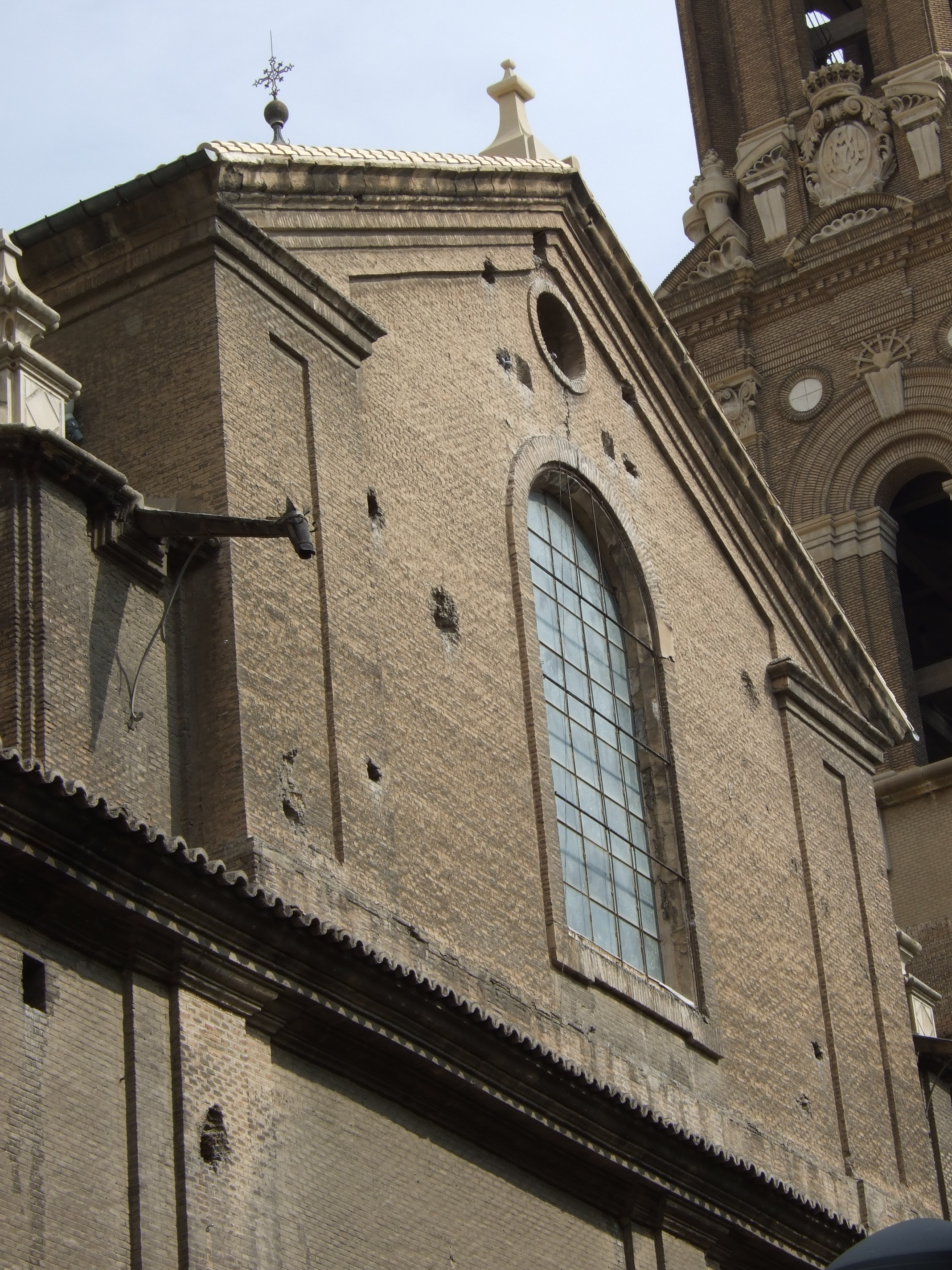
La Basílica del Pilar, que aún hoy en día muestra en su fachada este daños producidos durante los sitios.

El 21 de diciembre este ejército atacó Zaragoza por varios puntos, tratando de tomar el canal Imperial en Casablanca y La Paz, así como los barrios exteriores del Arrabal y Torrero. Precisamente en esta batalla, el «Regimiento de Infantería Voluntarios de Castilla» se ganó el sobrenombre de «El Héroe», apodo alcanzado por la valentía mostrada contra los franceses especialmente en la toma con bayoneta del monte Torrero y en la defensa del Convento de Jesús el 21 de diciembre de 1808. Según citó el capitán de infantería Antonio Gil Álvaro en 1893, «ese mote es debido a la actuación del Regimiento durante el segundo sitio de Zaragoza». Lograron ciertos avances, pero la resistencia fue enconada y los defensores retuvieron sus posiciones. Sin embargo, la captura del camino a Zuera, la voladura del Puente de América por los defensores para evitar su captura y sus avances extramuros, aislaron a los defensores. Los franceses realizaron el segundo sitio más exhaustivamente, y dedicaron los días siguientes a construir puentes sobre el Ebro por Juslibol (22 de diciembre) y sobre el Huerva (25-26 del mismo mes) con los que asegurar su cerco alrededor de la ciudad. Simultáneamente, y en la más pura ortodoxia militar, avanzaron con trincheras paralelas a las defensas de la ciudad.
En San José, Santa Engracia y los alrededores de la Aljafería se combatió entonces con denuedo. Los avances franceses se convirtieron en costosos, y los contraataques del General O'Neylle lograban recuperar parte de lo perdido. Especialmente exitosa fue la salida del 31 de diciembre, aprovechándose de las inundaciones que habían dañado los puentes franceses, en la que los defensores llegaron a Juslibol. Tras casi un mes de ataques y contraataques, el 15 de enero caía el reducto del Pilar, último de los fortines extramuros del perímetro español.

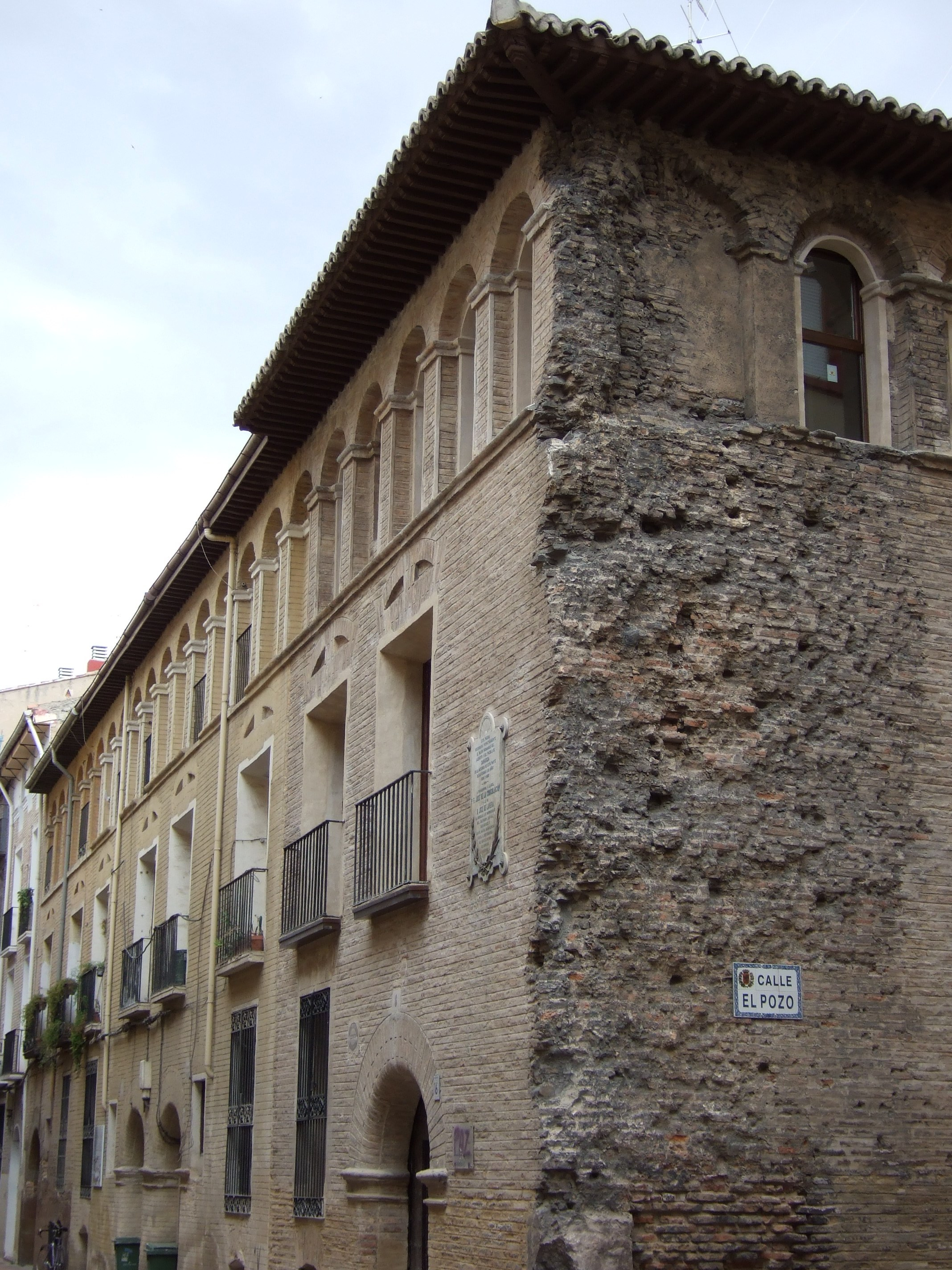
Esquina de la calle El Pozo con los daños producidos en los sitios de Zaragoza

En los días siguientes, los franceses instalaron sus baterías en estos puestos de las afueras. Hoy en día, el barrio zaragozano de la Bombarda lleva tal nombre en recuerdo a una pieza de artillería que se ubicó en la zona. Aproximándose desde el Huerva, los franceses trataron de tomar el convento de los Trinitarios y la huerta de Santa Engracia, entradas a la ciudad desde el sur. Los puestos avanzados establecidos el 28 de enero por un asalto general se fueron ampliando en lentos y meticulosos combates. La resistencia casa por casa obligaba a los franceses a volar los edificios uno a uno, retrasando su avance y sufriendo numerosas bajas. El comandante francés llegó a expresar en una carta al emperador:

Jamás he visto encarnizamiento igual al que muestran nuestros enemigos en la defensa de esta plaza. Las mujeres se dejan matar delante de la brecha. Es preciso organizar un asalto por cada casa. El sitio de Zaragoza no se parece en nada a nuestras anteriores guerras. Es una guerra que horroriza. La ciudad arde en estos momentos por cuatro puntos distintos, y llueven sobre ella las bombas a centenares, pero nada basta para intimidar a sus defensores... ¡Qué guerra! ¡Qué hombres! Un asedio en cada calle, una mina bajo cada casa. ¡Verse obligado a matar a tantos valientes, o mejor a tantos furiosos! Esto es terrible. La victoria da pena.
Mariscal Jean Lannes

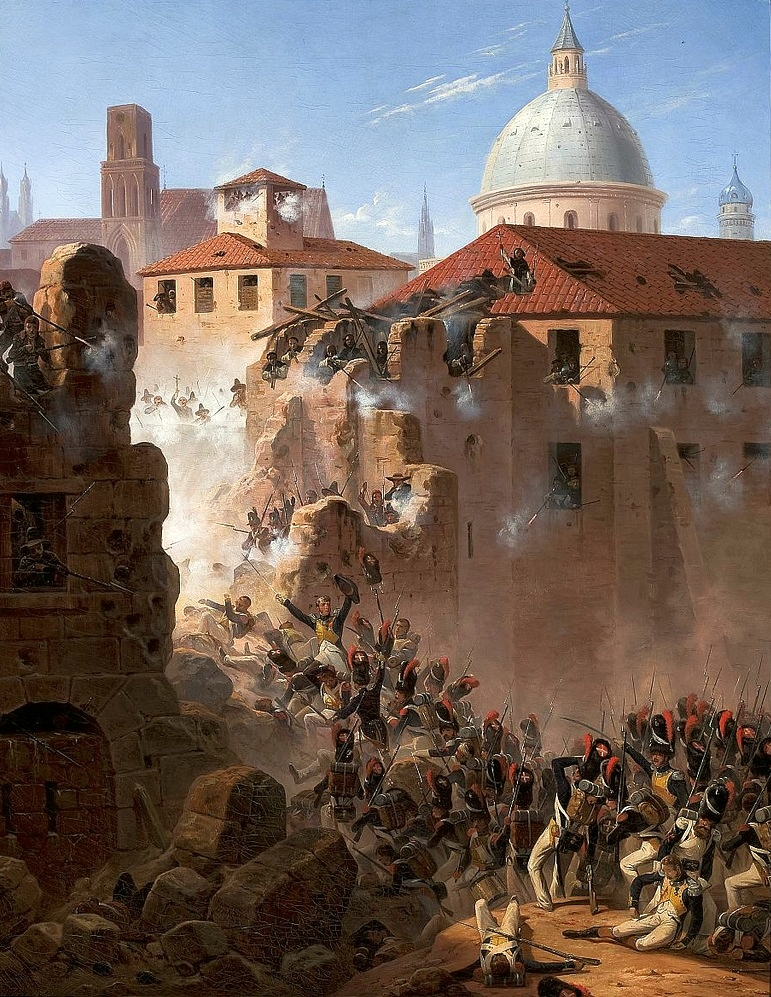
El asalto de Zaragoza, por January Suchodolski (1845), Museo Nacional de Varsovia.

Con el paso del tiempo fueron cayendo uno a uno los barrios periféricos (Huerta de Santa Engracia y el Carmen, en cuya puerta aún se aprecian los efectos de la guerra, el Arrabal...) y los conventos donde se habían hecho fuertes los defensores. La batalla fue terrible para la ciudad, que vio bombardeada la Basílica del Pilar y el Hospital de Gracia, la Universidad de Zaragoza, saqueados los archivos de la Diputación, etc.
A pesar de todo, los defensores siguieron resistiéndose hasta que la falta de víveres y las terribles condiciones higiénicas que siempre causan los asedios propiciaron una epidemia de tifus. Palafox mantuvo su respuesta de "Guerra y Cuchillo" a la rendición, pero él mismo enfermó gravemente y fue sustituido por Saint-Marq. Este, en connivencia con la Junta de Defensa, decidió rendir la exhausta ciudad, incapaz ya de seguir luchando. Palafox se opuso hasta el final y hubo numerosos partidarios de continuar la lucha hasta sus últimas consecuencias que trataron de asaltar los arsenales para proseguir la lucha. Finalmente, el 21 de febrero, Zaragoza capituló ante el cuartel general de Lannes en el molino de Casablanca. Heinrich von Brandt lo describe así:

Cierto número de jóvenes, de edades comprendidas entre los 16 y los 18 años, sin uniformes [...], fumando indiferentes, se alinearon frente a nosotros. Pronto nos fue dado contemplar la llegada del resto del Ejército: una multitud pintorescamente variada, y compuesta por gente de toda edad y condición, [...] la mayor parte vistiendo ropas de campesino. Los oficiales iban montados en mulas o en burros, y únicamente podían diferenciarse de sus hombres por sus tricornios y largas capas. Todos fumaban y charlaban, pareciendo indiferentes a su inmediata expatriación. La mayoría ofrecía un aspecto tan poco militar que nuestros hombres manifestaban, en voz bastante alta, que nunca deberíamos haber tenido tantos apuros para "vencer a esa chusma"

La ciudad, que antes era conocida como "La Florencia de España", quedó prácticamente destruida y de 55 000 ciudadanos que había antes de los sitios sobrevivieron 12 000.
Las tropas francesas permanecieron en la ciudad, hasta su rendición el 2 de agosto de 1813 en el Palacio de la Aljafería.

## Los sitios en la cultura y las artes

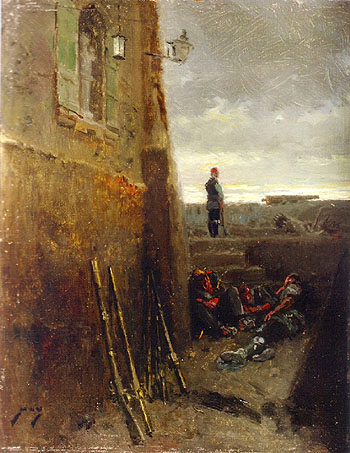
Baturro de guardia durante los Sitios de Zaragoza, Marcelino de Unceta, 1902

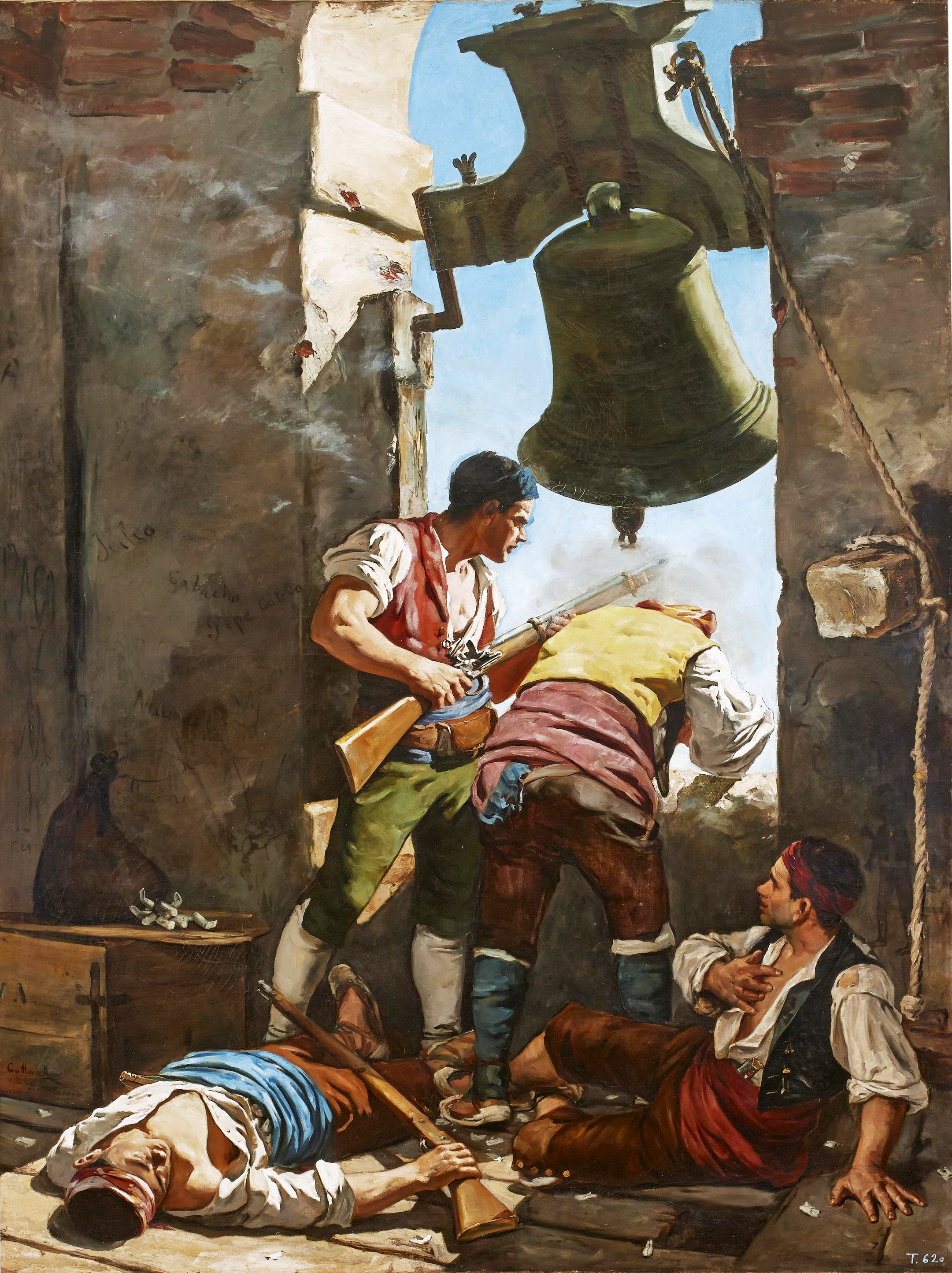
Defensa de la torre del convento de San Agustín, obra de César Álvarez Dumont, que muestra la defensa durante el sitio de Zaragoza.

La bravura de la defensa de la ciudad convirtió Zaragoza en una de las más destacadas batallas de la Guerra de la Independencia y de las guerras napoleónicas, generando numerosos vestigios monumentales, simbólicos, literarios y musicales.
La ciudad de Zaragoza recibió por su valor durante los sitios a los que fue sometida los títulos de Muy Noble, Muy Leal, Muy Heroica e Inmortal, que desde entonces adornan el escudo de la ciudad. La lucha, que prácticamente destruyó la ciudad, fue uno de los hitos históricos locales y ha sido constantemente rememorado en el nomenclátor, especialmente en la zona histórica del centro. Así, la que quizás se pueda considerar la avenida central de la ciudad se llama Paseo de la Independencia, cerca de la cual se encuentran entre otras la Plaza de los Sitios, la Calle Asalto y el Paseo de la Mina. Numerosos héroes populares han dado nombres a calles y plazas de la ciudad, como es el caso de la Plaza Sas, el Paseo María Agustín o el Parque Tío Jorge. Singular resulta la etimología del barrio zaragozano de la Bombarda, ya explicada. En diversas plazas, parques e iglesias se conservan estatuas y reliquias del combate, como la estatua a Agustina de Aragón o la espada de Palafox.
En 1908, primer centenario de los Sitios, Zaragoza vivió la Exposición Hispano-Francesa de 1908, como celebración del acontecimiento y acto de hermanamiento entre la ciudad y Francia. En su segundo centenario, Zaragoza albergó la Exposición Internacional Zaragoza 2008, conjuntamente a una serie de actos conmemorativos.

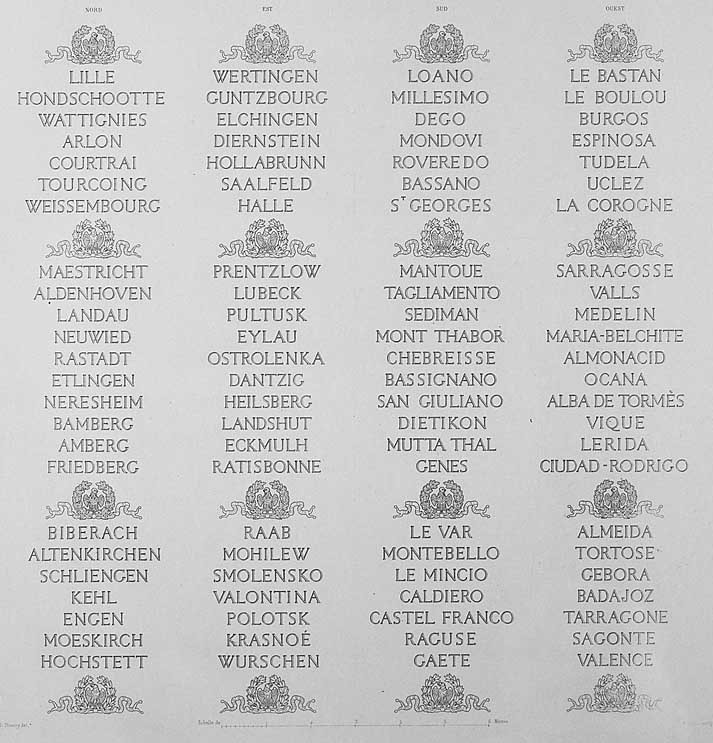
Se puede leer «Sarragosse» encabezando la cuarta columna, segunda fila en la lista de batallas francesas grabadas en el Arco del Triunfo.

 Los franceses lo incluyen entre sus grandes batallas inscritas en el Arco del Triunfo de París.

### Los sitios en la música
La decidida resistencia fue inmortalizada en una copla cantada como jota, convertida desde entonces en uno de los símbolos típicos con los que se relaciona Aragón y Zaragoza:

La Virgen del Pilar dice
Que no quiere ser francesa
Que quiere ser capitana
De la tropa aragonesa

Hay, además, una jota popular muy emotiva: Aquel que quiera saber / lo que Zaragoza vale / que pregunte a los franceses / que los franceses lo saben.
La Academia General Militar, ubicada en Zaragoza, incluye en su himno una referencia a los Sitios:

"... Honor y Gloria para España
Zaragoza con sangre ganó
y en el solar Zaragozano
mi alma el temple recibió..."

El músico extremeño Cristóbal Oudrid, compuso una conocida pieza para banda militar, que lleva ese nombre, El sitio de Zaragoza.

### Los sitios en la literatura
Literariamente, la mención de los sitios tampoco ha sido escasa. Benito Pérez Galdós, uno de los mayores novelistas españoles, dedicó uno de sus Episodios Nacionales, con los que pretendía narrar la historia española en el siglo XIX, a Zaragoza y sus sitios (véase Zaragoza (Episodio nacional)), inmortalizando así esta heroica resistencia. El libro contribuyó a mitificar la lucha, haciendo famosas las siguientes frases:

¿Zaragoza se rendirá? La muerte al que esto diga.

Zaragoza no se rinde. La reducirán a polvo: de sus históricas casas no quedará ladrillo sobre ladrillo; caerán sus cien templos; su suelo abrirase vomitando llamas; y lanzados al aire los cimientos, caerán las tejas al fondo de los pozos; pero entre los escombros y entre los muertos habrá siempre una lengua viva para decir que Zaragoza no se rinde.
Benito Pérez Galdós, Zaragoza

La frase fue desde entonces una típica referencia patriótica, usada muchas veces en propaganda, especialmente por los sectores más conservadores, si bien su uso hizo presencia en todo el abanico político, siendo por ejemplo usado en los billetes de 1000 pesetas tras la muerte de Franco.
El escritor e historiador José Luis Corral dedicó también en 2005 un libro a los sitios, titulado ¡Independencia!, donde describe la resistencia de la ciudad desde los ojos de un guardia de corps que se une a la lucha.
Los sitios de Zaragoza se mencionan en Guerra y Paz, de León Tolstói.
La novela de Joseph Peyré Una chica de Zaragoza (Une fille de Saragosse), de 1957, está ambientada en el Segundo Sitio.
El relato De cómo el brigadier se apoderó de Zaragoza, perteneciente a la serie de relatos Las aventuras del Brigadier Gerard, escrito por Arthur Conan Doyle, discurre durante la toma de Zaragoza en el segundo sitio. De hecho el héroe del relato, el brigadier Gerard, es responsable directo de dicha toma en el relato.

### Personas destacadas

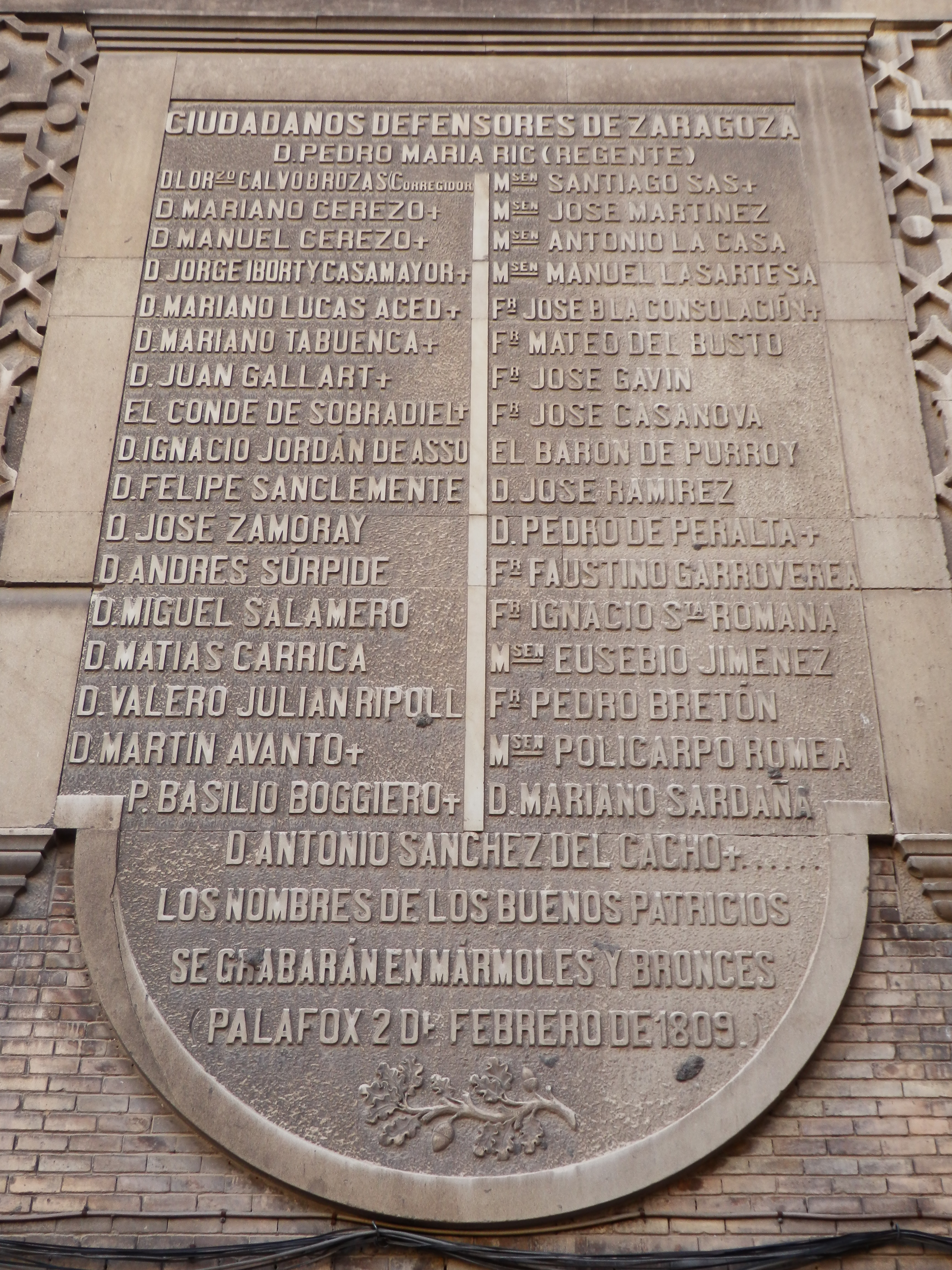
Lápida de ciudadanos defensores de Zaragoza en la Antigua Escuela de Artes Oficios de Zaragoza

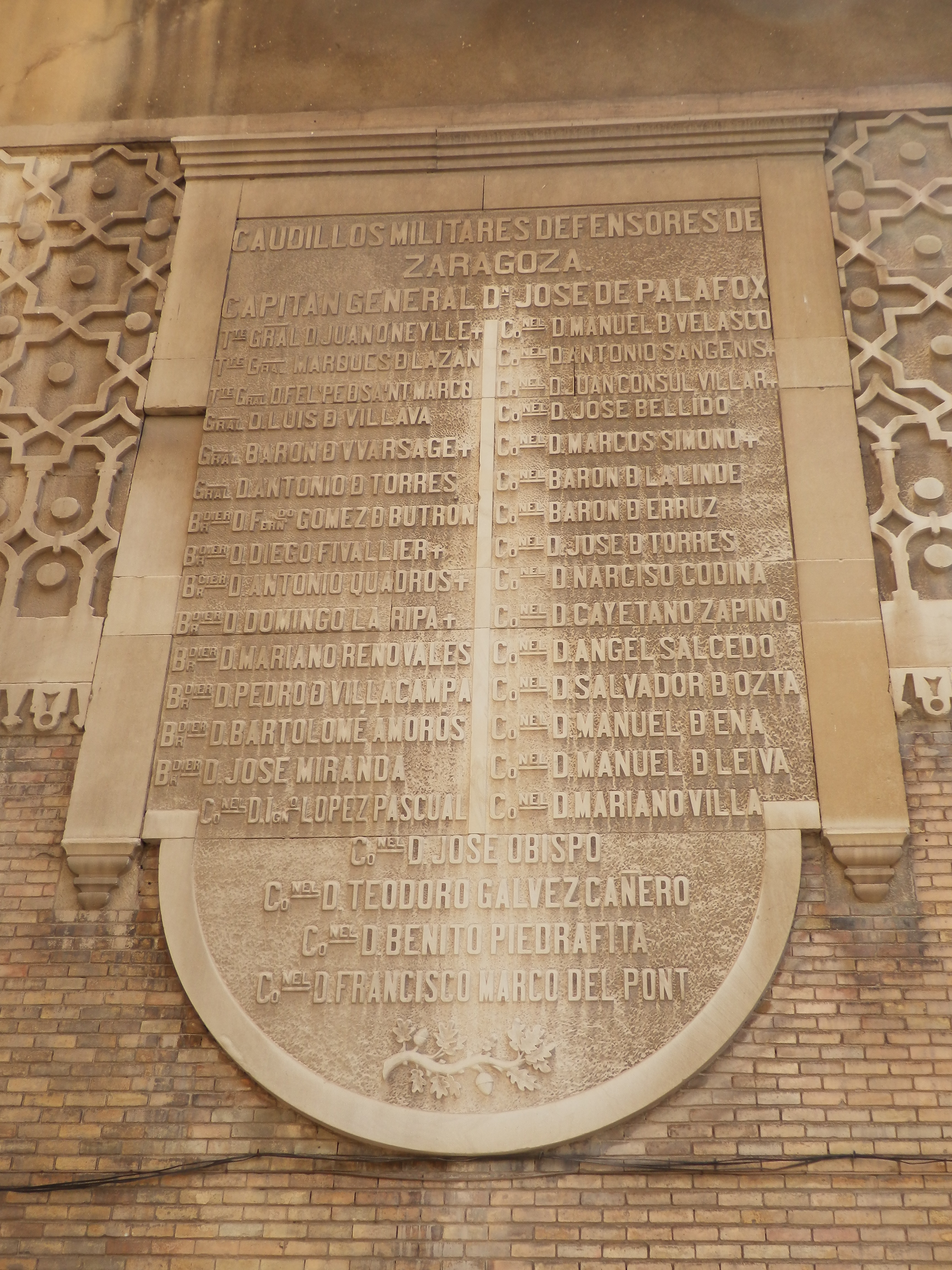
Lápida de militares defensores de Zaragoza en la Antigua Escuela de Artes Oficios de Zaragoza

- José de l'Hotellerie de Fallois y Fernández de Heredia, Barón de Warsage
- José de Palafox y Melci
- Agustina de Aragón
- Basilio Boggiero Spotorno
- Santiago Sas
- Casta Álvarez Barceló
- Manuela Sancho
- Juliana Larena y Fenollé
- Josefa Vicente
- Condesa de Bureta
- María Lostal
- Josefa Amar y Borbón
- María Artigas
- Madre Rafols
- María Agustín
- Jorge Ibor y Casamayor "tío Jorge"
- Mariano Renovales
- Francisco Xavier Mina
- Felipe Augusto de Saint-Marcq
- Antonio Sangenís Torres
- Miguel Salamero
- Felipe Sanclemente y Romeu
- José de la Serna, I Conde de los Andes